# Magnús Guðmundsson

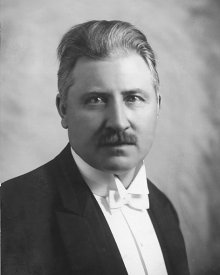
Magnús Guðmundsson

Magnús Guðmundsson (Svínadalur, 6 februari 1879 - 28 november 1937) was een IJslands politicus. Hij was interim-premier van IJsland van 23 juni tot 8 juli 1926. In 1907 studeerde hij af in de rechten aan de Universiteit van Kopenhagen in Denemarken.
Hij was lid van het Alding (het IJslandse parlement) van 1916 tot 1937. Magnús was lid van de Conservatieve Partij (Íhaldsflokkurinn). Hij was tevens een van de politici die in 1929 de IJslandse Onafhankelijkheidspartij stichtten. Voorts heeft hij zowel het ministerschap van Financiën, Industriële Zaken als dat van Justitie uitgeoefend.